# Área 69
Área 69 fue una banda paraguaya de punk rock procedente de Asunción. Creada la formación en 2000, sus integrantes eligieron el nombre de la banda por una sugerencia del vocalista Norman Rieder.

## Historia
Se formó en el 2000, cuando sus integrantes se proponen componer los primeros temas. Después de un año, empiezan a grabar su primer demo de tres canciones, que no salió a la luz hasta seis meses después, a finales de 2001, fecha en la que graban el cuarto tema, llamado «Cansado de esperar». Fue este el sencillo que les abrió las puertas de las radios de la capital.
Con doce canciones compuestas, Área 69 entra, en enero de 2003, a grabar de manera independiente su primer material de larga duración llamado Todos tratamos de aprender, lanzado en octubre del mismo año.
Participó en festivales con bandas internacionales como 2 minutos y Airbag (de Argentina) y Café Tacuba (de México). [4]
Dos años más tarde, en enero de 2005, entran a grabar su segunda placa discográfica de larga duración titulada La suerte y la muerte.
La banda participó de la gira Parapapa Tour por Brasil y se presentó en varias ocasiones en la ciudad de Buenos Aires, compartiendo escenario con bandas locales.
En el plano local, Área 69 fue teniendo cada vez más convocatoria. Compartieron además escenario con bandas como Catupecu Machu, Árbol, Bersuit Vergarabat, La Mancha de Rolando, Enanitos Verdes e Infierno 18, entre otros, siguiendo con el proyecto de expansión al extranjero.
Presentó su última placa discográfica, grabada, mezclada y masterizada en Buenos Aires (Argentina).
12 razones para..., es el nombre del último disco. Fue grabado y mezclado en los estudios “Del Cielito”, Buenos Aires (Argentina), propiedad de la banda argentina Bersuit Vergarabat y la masterización estuvo a cargo de Eduardo Bergallo, en PuroMastering.
La banda se separó tras realizarse un último concierto en el Rowing Club el 23 de febrero de 2011.
A mediados del 2016, tras varias publicaciones en la página oficial de Facebook, la banda dio a entender que regresarían a escena. El 9 de septiembre de 2017, ofrecieron un concierto en el Centro Histórico de Asunción junto con otras bandas que cada uno de los miembros formó luego de la disolución en 2011.

## Miembros
- Norman Rieder - Voz y Guitarra rítmica (2000 - actualidad)
- Rodolfo "Rody" González - Guitarra líder (2000 - actualidad)
- Pablo "Perla" Santilli - Bajo y Voz (2003 - actualidad)
- Luis Rodrigo Cabral "DJ K"   - Turntablism, teclados y voz (2004 - actualidad)
- Marcelo "Chelo" Martínez - Batería y Voz (2006 - actualidad)

### Miembros pasados
- Manuel Bruyn Bibolini - Bajo eléctrico y Voces (2000 - 2003)
- Mauricio Rodas - Batería (2000 - 2002)
- Hugo Maidana - Batería (2002 - 2006)
- Joseph Soto - Guitarra rítmica (2000)

### Mánager
- Francisco Silva (desde 2004 hasta la actualidad)
- Rodrigo "Kbra" Cabral (2003 - 2004)

## Discografía

### Álbumes
- Todos tratamos de aprender - 2003
- La suerte y la muerte - 2005
- 12 razones para... - 2008

### EP
- Cansado de esperar - 2001

### Sencillos
- Cansado de esperar - 2003
- Al final - 2005
- Quiero saber - 2006
- Déjate de j@der - 2006
- Contigo - 2006
- Sos el mejor - 2007
- Dime cómo - 2008
- Por vos - 2008

### Videos
- Cansado de esperar - 2004
- Quiero saber - 2006
- Dime cómo - 2008